# Passage Gauthier
Passage Gauthier är en passage i Quartier du Combat i Paris nittonde arrondissement. Passagen är uppkallad efter en viss M. Gauthier, på vars mark passagen anlades. Passage Gauthier börjar vid Rue Rébeval 63 och slutar vid Avenue Simon-Bolivar 35.

## Omgivningar
- Notre-Dame-de-l'Assomption des Buttes-Chaumont
- Saint-Georges de la Villette
- Parc des Buttes-Chaumont
- Jardin de l'Îlot-Rébeval
- Cité Hiver
- Cité Jandelle

## Bilder
| - Passage Gauthier. - Passage Gauthier. - Gatuskylt. |

| - Notre-Dame-de-l'Assomption des Buttes-Chaumont. - Saint-Georges de la Villette - Parc des Buttes-Chaumont. - Jardin de l'Îlot-Rébeval. |

## Kommunikationer
- Tunnelbana – linje  – Buttes Chaumont
- Busshållplats Botzaris – Buttes-Chaumont – Paris bussnät

### Webbkällor
- ”Passage Gauthier”. Mairie de Paris. https://web.archive.org/web/20160303202630/http://www.v2asp.paris.fr/commun/v2asp/v2/nomenclature_voies/Voieactu/3993.nom.htm. Läst 22 januari 2024.
- ”Passage Gauthier (19ème arrondissement)”. Les rues de Paris. https://web.archive.org/web/20160409095646/http://www.parisrues.com/rues19/paris-19-passage-gauthier.html. Läst 22 januari 2024.